# 彩霞石
彩霞石（又名：豬肉石，英语：Pink clouds stone），是地質運動過程中沉積岩或變質岩與其他礦物質接觸色化而成，呈淺粉紅、紫紅、淺紫、淺褐、淺黃、淺灰、黑等色彩，因似五彩的雲霞得名。

## 說明
- 化學成分：以碳酸鈣為主。
- 莫氏硬度：2~3
- 晶體結構：多種
- 產地：山東省平邑縣、廣西省柳城縣等。